# ソルギェルズル・インゴルフスドッティル
ソルギェルズル・インゴルフスドッティル（アイスランド語: Þorgerður Ingólfsdóttir、1943年11月5日 - ）は、アイスランドの女性指揮者。アイスランドのギムナジウムMenntaskólinn við Hamrahlíðの合唱団を結成し、国内外多くの合唱団の指揮を執っている。